# Odvar Nordli
Odvar Nordli (født 3. november 1927 i Stange, død 9. januar 2018) var en norsk politiker (Ap). Han var Norges statsminister fra 1976 til 1981.
Nordli var fra Tangen i Stange kommune i Hedmark og var uddannet revisor. Han var parlamentarisk leder for Arbeiderpartiets stortingsgruppe 1973–1976. Nordli blev statsminister den 15. januar 1976 og sad som regeringschef til den 4. februar 1981, da Gro Harlem Brundtland overtog. Odvar Nordli blev den første statsminister, som mærkede, at Norge var blevet en olienation, og som fik olieindtægterne ind i statsbudgettet.
Nordli blev i 1981 udnævnt til amtmand i Hedmark, et embede han havde fra 1985, til han gik af med pension i 1993. Han var medlem af Den Norske Nobelkomite 1.januar 1985 – 31. december 1996.
Odvar Nordli blev udnævnt til Kommandør af Sankt Olavs Orden i 1994. Han modtog ordenen for samfundsnyttigt virke.
I 1994 udgav han erindringsbogen Vi så kornmoglansen: om drøm og hverdag. Efteråret 2008 udgav han samtalebogen «Alvorlig talt» sammen med Kåre Willoch.

## Uddannelse og tidlig karriere
Han gik på realskolen (på Stange) og på Handelsgymnasiet (i Hamar); Han fik job som kontorist på (kontoret) Fylkesrevisoren i Hedmark; Han studerede for Examen Artium i ett år, ved siden af at arbejdede på fuld tid på kontor.

## Ledelse ved nedtrapning af Alta-konflikten
Under Alta-konflikten ville "Regjeringen ... bruke 200 vernepliktige soldater i en gigantisk politiaksjon mot Alta-demonstranter i 1979, men statsminister Odvar Nordli stanset aksjonen i tolvte time", skrev medierne. [At bygge vandkraftværk i Altaelven, ] "blev en hodepine for regeringen, med stærk uro i dele af den samiske befolkning og modstand i miljøbevegelsen", skriver Store Norske Leksikon.
På regeringskonference d. 15. oktober 1979 konfirmeredes beslutningen om midlertidig stop af anlægsarbejd. Sultestrejken til samer (foran Stortinget), blev afslutted samme dag.
På en pressekonference samme dag, refererede han til samers «legitime rettigheder».